# محمد مراد بیگ
میرمحمد مراد بیگ، خان قندوز بوده است که بعدها در قرن نوزدهم به امارت بخارا رسیده است 